# Crispin Glover
Crispin Hellion Glover, ameriški filmski igralec, režiser, scenarist, glasbenik, založnik in pisatelj, * 20. april 1964.
Glover je najbolj znan po vlogi čudaških filmskih likov, kot sta na primer George McFly v filmu Nazaj v prihodnost, Layne v River's Edge, neprijateljski samotar Rubin Farr v Rubin and Ed, »Creepy Thin Man« v filmski priredbi Charliejevih angelčkov in njenem nadaljevanju, Willard Stiles v remakeu Willard, The Knave of Hearts v Alici v čudežni deželi in Phil v Nazaj v osemdeseta.
V poznih 1980-tih je Glover ustanovil svoje podjetje Volcanic Eruptions, ki izdaja njegove knjige in je produciralo njegova filma What Is It? in It is Fine. Everything is Fine! Glover s filmoma potuje po svetu in načrtuje posneti še več filmov na posesti, ki jo poseduje na Češkem.